# صالح الفوزان
صَالِح بنُ فَوزان بن عبدِ الله الفوزان ( 28 سبتمبر 1935م - / 1 رجب 1354 هـ - )، فقيه وأستاذ جامعي سعودي وعضو في هيئة كبار العلماء السعودية، وعضو في المجمع الفقهي بمكة المكرمة التابع لرابطة العالم الإسلامي، وعضو في لجنة الإشراف على الدعاة في الحج، إلى جانب عمله عضوًا في اللجنة الدائمة للبحوث العلمية والإفتاء بالمملكة العربية السعودية، وأيضًا إمام وخطيب ومدرس في جامع الأمير متعب بن عبد العزيز آل سعود في العاصمة السعودية الرياض، ويشارك في الإجابة في برنامج (نور على الدرب) في الإذاعة، كما أن له مشاركات منتظمة في المجلات العلمية على هيئة بحوث ودراسات ورسائل وفتاوى، جمع وطبع بعضها.

## نشأته ودراسته
ولد عام 1354هـ من الوداعين من عشيرة آل شماس قبيلة الدواسر بلدة الشماسية بالقصيم بمنطقة القصيم. بالقرب من مدينة بريدة، ولقد توفي والده وهو صغير، فتربى في أسرته، وتعلم القرآن الكريم، وتعلم مبادئ القراءة والكتابة على يد إمام مسجد البلد الشيخ حمود بن سليمان التلال، الذي تولى القضاء أخيرا في بلدة ضرية في منطقة القصيم.
التحق بمدرسة الحكومة حين افتتاحها في الشماسية عام 1369 هـ، وأكمل دراسته الابتدائية في المدرسة الفيصلية ببريدة عام 1371 هـ، وتعين مدرسا في الابتدائي، ثم التحق بالمعهد العلمي ببريدة عند افتتاحه عام 1373 هـ، وتخرج فيه عام 1377 هـ، والتحق بكلية الشريعة بالرياض، وتخرج فيها عام 1381 هـ، ثم نال درجة الماجستير في الفقه في علم المواريث وكانت الرسالة بعنوان: "التحقيقات المرضية في المباحث الفرضية"، ثم نال درجة الدكتوراه في الفقه وكانت الرسالة بعنوان: "أحكام الأطعمة في الشريعة الإسلامية" من نفس الكلية.

## علاقته بالشيخ ابن باز
كان الشيخ عبدالعزيز بن باز مفتي عام المملكة العربية السعودية أحد من تتلمذ على يدهم وتأثر بهم الشيخ صالح الفوزان، إذ تلقى على يده علم المواريث في كلية الشريعة بالرياض، إضافةً إلى حضور دروسه ومحاضراته وجميع مجالسه العلمية، كما كان يستمع إلى برامجه الإذاعية في العلم والفتوى. ومنذ انتقال الشيخ الفوزان للعمل بدار الإفتاء، كان الشيخ عبدالعزيز بن باز رئيسه، فاستفاد منه في مجالات العلم الشرعية، والتثبُّت في الإجابة عن الفتاوى، وتحرِّي الدقة والصواب، إضافةً إلى التحمل والصبر على مشاق العمل، وبناء الأجوبة على أدلة الكتاب والسنة، مراعاةً للمسؤولية والخوف من الله عزوجل بالتخلص من الإخلال والتساهل والتفريط فيما يفتي به الناس.

## أعماله الوظيفية
بعد تخرجه من كلية الشريعة عين مدرسًا في المعهد العلمي بالرياض، ثم نُقل للتدريس في كلية الشريعة، ثم نُقل للتدريس في الدراسات العليا بكلية أصول الدين، ثم في المعهد العالي للقضاء، ثم عين مديرًا للمعهد العالي للقضاء، ثم عاد للتدريس فيه بعد انتهاء مدة الإدارة، ثم نُقل عضوا في اللجنة الدائمة للإفتاء والبحوث العلمية، ولا يزال على رأس العمل وعضو في المجمع الفقهي بمكة المكرمة.

## أعماله الأخرى
عضو في هيئة كبار العلماء، وعضو في المجمع الفقهي بمكة المكرمة التابع لرابطة العالم الإسلامي، وعضو في لجنة الإشراف على الدعاة في الحج، إلى جانب عمله عضوًا في اللجنة الدائمة للبحوث العلمية والإفتاء، وإمام وخطيب ومدرس في جامع الأمير متعب بن عبد العزيز آل سعود في الملز، ويشارك في الإجابة في برنامج (نور على الدرب) في الإذاعة، كما أن له مشاركات منتظمة في المجلات العلمية على هيئة بحوث ودراسات ورسائل وفتاوى، جمع وطبع بعضها، كما أنه يشرف على الكثير من الرسائل العلمية في درجتي الماجستير والدكتوراه، وتتلمذ على يديه العديد من طلبة العلم الذين يرتادون مجالسه ودروسه العلمية المستمرة.

## آراؤه

### شهادة البدوي
ذكر الشيخ صالح في درس له وهو يشرح الحديث النبوي «لا تجوز شهادة بدوي على صاحب قرية»، أنّ البدوي لا تُقبلُ شهادته على الحضري، لأن البدوي يظهر عليه الجفاء ولا يعرف قيمة الشهادة ومسؤوليتها، بسبب جهلهم، قال الله تعالى: «الأعراب أشدّ كفرا ونفاقاً وأجدر أن لا يعلموا حدود ما أنزل الله على رسوله» [التوبة:97]، وهذا الكلام موافق لأغلب من فسَّر هذه الآية مثل تفسير الطَّبَري والسعدي وابن كثير والبغوي والقرطبي وتفسير الجلالين, ثم ذكر: أمّا الحضري فهو يتعلم ويسمع العلماء ويحضر مجالس الذكر، فهو أقرب إلى الصدق، وقد علّق ناصر البقمي عضو لجنة الشؤون الإسلامية والقضائية في مجلس الشوري على قول الشيخ الفوزان بأنه يتبع قول للإمام مالك، وأمّا أبو حنيفة النعمان والشافعي والمشهور عن أحمد بن حنبل فهو قبول شهادة البدوي ما لم يكن البدوي مجهولاً لا تُعرَفُ عدالته فهو حينئذٍ مردود الشهادة.

## مشايخه
تتلمذ الشيخ على يد عدد من العلماء والفقهاء البارزين، ومن أشهرهم:
1. الشيخ عبد العزيز بن عبد الله بن باز مفتي المملكة العربية السعودية.
2. الشيخ عبد الرحمن السعدي صاحب تفسير «تيسير الكريم الرحمن في تفسير كلام المنان».
3. الشيخ عبد الله بن حميد رئيس المجلس الأعلى للقضاء.
4. الشيخ محمد الأمين الشنقيطي صاحب تفسير «أضواء البيان في إيضاح القرآن بالقرآن».
5. الشيخ عبد الرزاق عفيفي عضو هيئة كبار العلماء ومدير المعهد العالي للقضاء.
6. الشيخ صالح بن عبد الرحمن السكيتي.
7. الشيخ صالح بن إبراهيم البليهي.
8. الشيخ محمد السبيل.
9. الشيخ عبد الله بن صالح الخليفي.
10. الشيخ إبراهيم بن عبيد العبد المحسن.
11. الشيخ حمود بن عقلاء الشعيبي.
12. الشيخ صالح العلي الناصر.
13. الشيخ محمد بن صالح المنصور.

وتتلمذ على غيرهم من شيوخ الأزهر المنتدبين في الحديث والتفسير واللغة العربية.

## تلاميذه
من أشهر تلاميذ الشيخ الفوزان:
1. الشيخ محمد صالح المنجد.[10]
2. الشيخ عبد الرحمن السديس.
3. الشيخ علي القصير.
4. الشيخ عبد الرحمن المحمود.
5. الشيخ محمد الوشلي.
6. الشيخ يوسف الحوشان.
7. الشيخ ناصر العبد المنعم.
8. الشيخ نايف العساكر.
9. الشيخ علي الشبل.
10. الشيخ مصطفى بن محمد مبرم اليمني.

## مؤلفاته
1. (التحقيقات المرضية في المباحث الفرضية) في المواريث، وهو رسالته في الماجستير، مجلد.
2. (أحكام الأطعمة في الشريعة الإسلامية) وهو رسالته في الدكتوراه، مجلد.
3. شرح العقيدة الواسطية لابن تيمية، مجلد صغير.
4. شرح نواقض الإسلام للشيخ محمد بن عبد الوهاب.
5. شرح كشف الشبهات للشيخ محمد بن عبد الوهاب.
6. مورد الأفهام شرح عمدة الأحكام للمقدسي.
7. شرح كتاب شرح السُّنَّة للبربهاري.
8. المُلخَّص الفقهي، مجلد واحد.
9. الإرشاد إلى صحيح الاعتقاد، مجلد صغير.
10. معنى لا إله إلا الله.
11. كتاب مناسك الحج والعمرة.
12. عقيدة التوحيد.
13. أضواء من فتاوى ابن تيمية.
14. إعانة المستفيد في شرح كتاب التَّوحيد.
15. المُلخَّص في شرح كتاب التَّوحيد.
16. مجموع فتاوى في العقيدة والفقه، مفرغة من نور على الدرب، وقد أنجز منه أربعة أجزاء.
17. من أصول عقيدة أهل السنة والجماعة.
18. التعليقات المختصرة على متن العقيدة الطحاوية.
19. البدع والمحدثات وما لا أصل له.
20. البيان فيما أخطأ فيه بعض الكتاب، مجلد كبير.
21. مجموع محاضرات في العقيدة والدعوة، مجلدان.
22. الخطب المنبرية في المناسبات العصرية، في مجلدين.
23. من أعلام المجددين في الإسلام.
24. رسائل في مواضيع مختلفة.
25. نقد كتاب الحلال والحرام في الإسلام ليوسف القرضاوي.
26. شرح كتاب التوحيد للإمام محمد بن عبد الوهّاب، -شرح مدرسي-.
27. التعقيب على ما ذكره الخطيب في حق الإمام محمد بن عبد الوهّاب.
28. إتحاف أهل الإيمان بدروس شهر رمضان.
29. الضياء اللامع من الأحاديث القدسية الجوامع.
30. بيان ما يفعله الحاج والمعتمر.
31. كتاب التوحيد، جزءان مقرران في المرحلة الثانوية بوزارة المعارف.
32. فتاوى ومقالات نشرت في مجلة الدعوة، وهو هذا الذي نشر ضمن (كتاب الدعوة).
33. مجالس شهر رمضان المبارك.
34. بحوث فقهية في قضايا عصرية.
35. محاضرات في العقيدة والدعوة.
36. فقه وفتاوى البيوع.
37. دروس من القرآن الكريم.
38. زاد المستقنع.
39. شرح مسائل الجاهلية.
40. حكم الاحتفال بذكرى المولد النبوي.
41. المنتقى.
42. لمحة عن الفِرَق.
43. الإيمان بالملائكة وأثره في حياة الأمة.
44. مجمل عقيدة السلف الصالح.
45. البيان بالدليل لما في نصيحة الرفاعي ومقدمة البوطي من الكذب الواضح والتضليل.
46. حقيقة التصوف.
47. من مشكلات الشباب.
48. وجوب التحاكم إلى ما أنزله الله.
49. الفرق بين البيع والربا.
50. مسائل في الإيمان.
51. تدبر القرآن.
52. وجوب التثبت في الأخبار واحترام العلماء.
53. دور المرأة في تربية الأسرة.
54. التوحيد في القرآن.
55. التحذير من الفوضى والفتن والمظاهرات.
56. مختصر أحكام الجنائز.[11]
57. أسئلة وأجوبة في مسائل الإيمان والكفر.[12]

## وصلات خارجية
- نبذة عن الشيخ الفوزان
- الموقع الرسمي للشيخ صالح الفوزان.
- Twitter page
- Facebook page
- Youtube page
- [=http://www.alifta.net/Fatawa/MoftyDetails.aspx?ID=7&languagename]
- Youtube